# Temur
Temur es una película de drama militar dirigida por Nodir Muminov. Mirjamol Mirzaahmedov actuó como productor general. La película se convirtió en una producción conjunta de la Agencia Cinematográfica de Uzbekistán y la compañía cinematográfica Mir Ali Cinema con el apoyo del Servicio de Seguridad del Estado de la República de Uzbekistán. El rodaje comenzó en mayo de 2016 y tuvo lugar en Uzbekistán y Turquía.

## Trama
Tejur, el personaje principal de la película, es un atleta profesional que participa en competencias de boxeo. El padre de Temur trabajaba en el departamento de inteligencia militar. El padre de Temur fue capturado por los Teraris, pero Temur fue al campamento de los Teraris como Teraris para rescatar a su hija. En el proceso, cruzan ilegalmente la frontera sirio-turca y llegan a Siria, donde son recibidos por compatriotas que son miembros del grupo terrorista ISIS y ciudadanos de países de la CEI.

## Elenco
- Nurmuhammad Husniddinov - Temur
- Elyor Makhkamov - Khalik
- Bekzod Mukhammadkarimov - Temur's farther
- Mirza Azizov - Khuseynbek
- Shoxrux Hamdamov - Abdullokh
- Furqat Fayziyev - Khikmatilla
- Mirdzhamol Mirzaakhmedov - Lieutenant General
- Rustam Saʼdullayev - Major General Khaydarov
- Sayat Isembayev - Azamat
- Rano Zokirova - Temur's mother
- Igor Zhizhikin - Bazoka
- Boris Gafurov - Makhmudbek
- Farhat Abdraimov - Eagle
- Ayturgen Ermekova - Shirin
- Maxim Akbarov - Max
- Maruf Otajonov - Sadr
- Rihsi Ibrohimova - Khuseynbek's mother
- Bakhtiyor Abdullayev - Agent 70
- Ruslan Akhmedov - Colonel Maksudov
- Basit Rakhmatov